# Cratere de Gerlache
de Gerlache è il nome di un cratere lunare da impatto intitolato all'esploratore belga Adrien de Gerlache situato sul bordo meridionale dell'emisfero lunare rivolto verso la Terra, a circa una distanza pari al proprio diametro dal cratere Shackleton che segna il polo Sud lunare. 
Dalla Terra questo cratere è sempre visto di taglio, per ragioni prospettiche, inoltre rimane sempre in ombra, tanto che ne sono noti pochissimi dettagli, a parte il disegno del bordo. Il margine è approssimativamente circolare, con alcuni punti erosi. Non vi sono impatti notevoli in corrispondenza del bordo, anche se si intravedono alcune formazioni vicine alle porzioni meridionale e occidentali.